# 32093 Zhengyan
32093 Zhengyan è un asteroide della fascia principale. Scoperto nel 2000, presenta un'orbita caratterizzata da un semiasse maggiore pari a 2,3274416 UA e da un'eccentricità di 0,1172448, inclinata di 2,12729° rispetto all'eclittica.